# Stipa gnezdilloi
Stipa gnezdilloi là một loài thực vật có hoa trong họ Hòa thảo. Loài này được Pazij miêu tả khoa học đầu tiên năm 1968.